# Las diez qüestiones vulgares
Las diez qüestiones vulgares, o, más exactamente, el Libro de las diez questiones vulgares propuestas al Tostado, e las respuestas e determinación dellas sobre los dioses de los gentiles e las edades e virtudes, es uno de los textos más importantes de la literatura medieval española, escrito por Alonso Fernández de Madrigal, conocido como «el Tostado» y como «el Abulense». Se publicó en Salamanca en 1507, como parte de una edición de obras del Tostado. La obra se conoce también como Tratado de los dioses de la gentilidad y como Questiones sobre los dioses de los gentiles.
Es un texto descollante, ya que es el primer tratado sobre mitología que se escribió en castellano. Influido por la obra de Giovanni Boccaccio, interpreta la vida de algunos dioses como Apolo, Neptuno, Juno, Narciso, Venus, Diana, Minerva y Cupido.